# Dorcadion quadripustulatum
Dorcadion quadripustulatum är en skalbaggsart som beskrevs av Ernst Gustav Kraatz 1873. Dorcadion quadripustulatum ingår i släktet Dorcadion och familjen långhorningar. Inga underarter finns listade i Catalogue of Life.